# Rhombophryne guentherpetersi
Rhombophryne guentherpetersi es una especie de anfibio anuro de la familia Microhylidae. Es una rana endémica del macizo Tsaratanana en Madagascar entre los 2000 y 2600 metros de altitud. Es una especie terrestre que habita en selvas tropicales de montaña y quizás también en pastizales de altura. Se considera en peligro de extinción debido a la pérdida de su hábitat natural en su reducida área de distribución causada por la agricultura y la deforestación.